# Oskaloosa (Iowa)
Oskaloosa és una població dels Estats Units a l'estat d'Iowa. Segons el cens del 2000 tenia 10.938 habitants.

## Demografia
Segons el cens del 2000, Oskaloosa tenia 10.938 habitants, 4.603 habitatges, i 2.863 famílies. La densitat de població era de 615,6 habitants/km².
Dels 4.603 habitatges en un 29,4% hi vivien nens de menys de 18 anys, en un 49,2% hi vivien parelles casades, en un 10,1% dones solteres, i en un 37,8% no eren unitats familiars. En el 32,8% dels habitatges hi vivien persones soles el 15,7% de les quals corresponia a persones de 65 anys o més que vivien soles. El nombre mitjà de persones vivint en cada habitatge era de 2,28 i el nombre mitjà de persones que vivien en cada família era de 2,89.
Per edats la població es repartia de la següent manera: un 24,1% tenia menys de 18 anys, un 11,2% entre 18 i 24, un 26,2% entre 25 i 44, un 19,9% de 45 a 60 i un 18,5% 65 anys o més.
L'edat mediana era de 36 anys. Per cada 100 dones de 18 o més anys hi havia 91,3 homes.
La renda mediana per habitatge era de 34.490 $ i la renda mediana per família de 42.138 $. Els homes tenien una renda mediana de 33.830 $ mentre que les dones 23.698 $. La renda per capita de la població era de 18.721 $. Entorn del 10,6% de les famílies i el 13,7% de la població estaven per davall del llindar de pobresa.

## Poblacions més properes
El següent diagrama mostra les poblacions més properes.